# Кетрин Андерсон
Кетрин Емсли Андерсон (Dr Catherine Emslie Anderson, Маскилије, 26. децембар 1881 —  јануар 1934) била је енглеска докторица на Цејлону и у Енглеској и учесница Великог рата у саставу Болницама шкотских жена за службу у иностранству у јединицама у Солуну и на Корзици.

## Живот и каријера
Родила се 26. децембра 1881. године у Маскилијеу на Цејлону, данас Шри Ланка, од оца Џејмса Андерсона узгајивача чаја  и мајке Изабеле Крејб. Још у детињству младој Емсли је највероватније љубав према медицини усадио њен стриц Џејмс Крејб који је на Цејлону радио као колонијални хирург.
Захваљујући укидању закон у Великој Британији којим су постојала ограничења за додељивање медицинских квалификација по основу пола, Кетарин е отишла у Европу и на Медицинском факултету у Абердину (Шкотска)  стекла диплому лекара 1904. године.
Диплому специјалисте тропске медицине стекла  је 1911. на Одељењу за тропску медицину у Ливерпулу.
Након оставке др Ролса, хирург у општој болници у Ештону  1909. године, на његово место је постављена др Кетрин Андерсон, на основу дотадашњих резултата рада. На тој дужности задржала се до 3. маја 1911. године, када је донела одлуку да свој рад настави у дечијој болници у Колумбу на Цејлону, данас Шри Ланка.
Доласком у болницу у Коломбу др Кетрин је стекла потребно искуство и знање, тако да је због свог искуства и знања примљена за предавач за предмет дечје болести на Медицинском факултету Цејлона.
У току Првог светског рата била је чланица Болнице шкотских жена у њеним јединицама на Солунском фронту и на Корзици.
Др Кетрин Андерсон је 1921. године постала члан Краљевског удружења хирурга (A Fellow of Royal College of Surgeon – FRCS).
Према извештају Универзитета у Абердину  стоји да је  др Кетрин Андерсон изненада преминула с краја јануара 1934. на мору, путујући бродом за Цејлон. У записима унуке њене рођаке Лизи, стоји да се др Кетрин највероватније умрла од последица тешког облика рака.

## Признања
У знак призања за њен допринос медицини, њено име се данса налази на меморијалној плочи Универзитета у Абердину.